# Hans-Werner Hahn
Pour les articles homonymes, voir Hahn.
Hans-Werner Hahn (né le 5 novembre 1949 à Wetzlar) est un historien allemand.

## Biographie
Hans-Werner Hahn étudie l'histoire, la politique et les sciences de l'éducation à l'université Justus-Liebig de Giessen. Là, il obtient son doctorat en 1979 sous Helmut Berding avec un sujet sur l'intégration économique au XIXe siècle. De 1979 à 1988, il est chercheur associé avec Elisabeth Fehrenbach à l'Université de la Sarre. En 1988, il complète son habilitation par une thèse sur la bourgeoisie à Wetzlar entre 1689 et 1870. De 1988 à 1990, Hahn est membre du personnel de l'Université Johann Wolfgang Goethe de Francfort-sur-le-Main. Au cours de l'année universitaire 1991/1992, il est boursier au Collège historique (de) de Munich. Après des postes de professeur adjoint aux universités de Tübingen et de Munich, il occupe la chaire d'histoire des XIXe et XXe siècles de 1992 à 2015 à l'Université Friedrich Schiller d'Iéna. Ses étudiants universitaires incluent Stefan Gerber (de) et Matthias Steinbach (de), entre autres.
Hahn est membre de la Commission historique de l'Académie bavaroise des sciences (depuis 2003), de la Commission historique du parlementarisme et des partis politiques (de) et des Commissions historiques de Hesse, Thuringe (de) et Nassau. Il est membre de l'Association d'histoire constitutionnelle (de). De 2001 à 2009, il est président de la commission d'étude de l'histoire de l'université d'Iéna au XXe siècle. De 1998 à 2010, il dirige le sous-projet « De l'entreprise à la société civile. Changement social, idées politiques et leurs processus de diffusion 1770 à 1830" dans le Centre de recherche collaborative (de) "Ereignis Weimar-Jena. Kultur um 1800. Kultur um 1800" à l'Université d'Iéna.
Les recherches de Hahn portent sur l'histoire de la bourgeoisie moderne, l'histoire de la Confédération germanique et de l'Union douanière, la révolution industrielle dans les États allemands et la révolution de 1848/49. Avec son livre Die industrielle Revolution in Deutschland, il réussit à "peut-être la description la plus complète de l'industrialisation qui présente toute une gamme de problèmes de recherche dans une ampleur convaincante", déclaré Flurin Condrau (de). En 1998, il publie un volume sur la révolution industrielle en Allemagne dans le cadre de l'Enzyklopädie deutscher Geschichte (de).

## Travaux
monographies
- Die industrielle Revolution in Deutschland (= Enzyklopädie deutscher Geschichte. Bd. 49). 3., durchgesehene und um einen Nachtrag erweiterte Auflage. Oldenbourg, München 2011,  (ISBN 3-486-57669-0).
- mit Helmut Berding: Reformen, Restauration und Revolution. 1806–1848/49 (= Gebhardt. Handbuch der deutschen Geschichte (de). Bd. 14). 10., völlig neu bearbeitete Auflage. Klett-Cotta, Stuttgart 2010,  (ISBN 978-3-608-60014-8).
- Zwischen Fortschritt und Krisen. Die vierziger Jahre des 19. Jahrhunderts als Durchbruchsphase der deutschen Industrialisierung (= Schriften des Historischen Kollegs. Vorträge. Bd. 38). Stiftung Historisches Kolleg, München 1995 (Digitalisat).
- Altständisches Bürgertum zwischen Beharrung und Wandel. Wetzlar 1689–1870 (= Stadt und Bürgertum. Bd. 2). Oldenbourg, München 1991,  (ISBN 978-3-486-55845-6) (Teilweise zugleich: Saarbrücken, Universität, Habilitations-Schrift, 1988).
- Geschichte des Deutschen Zollvereins (= Kleine Vandenhoeck-Reihe. Bd. 1502). Vandenhoeck & Ruprecht, Göttingen 1984,  (ISBN 3-525-33500-8).
- Wirtschaftliche Integration im 19. Jahrhundert. Die hessischen Staaten und der Deutsche Zollverein (= Kritische Studien zur Geschichtswissenschaft (de). Bd. 52). Vandenhoeck & Ruprecht, Göttingen 1982,  (ISBN 3-525-35710-9) (Teilweise zugleich: Gießen, Universität, Dissertation, 1979).

rédactions
- mit Holger Böning (de), Alexander Krünes, Uwe Schirmer (de): Medien – Kommunikation – Öffentlichkeit. Vom Spätmittelalter bis zur Gegenwart. Festschrift für Werner Greiling zum 65. Geburtstag (= Veröffentlichungen der Historischen Kommission für Thüringen. Kleine Reihe. Bd. 58). Böhlau, Köln u. a. 2019,  (ISBN 978-3-412-51669-7).
- mit Dirk Oschmann (de): Gustav Freytag (1816–1895). Literat, Publizist, Historiker (= Veröffentlichungen der Historischen Kommission für Thüringen. Kleine Reihe. Bd. 48). Böhlau, Köln u. a. 2016,  (ISBN 978-3-412-50368-0).
- mit Dieter Hein (de): Bürgerliche Werte um 1800. Entwurf – Vermittlung – Rezeption. Böhlau, Köln u. a. 2005,  (ISBN 3-412-16904-8).
- mit Werner Greiling (de): Bismarck in Thüringen. Politik und Erinnerungskultur in kleinstaatlicher Perspektive. Hain Verlag, Rudolstadt 2003,  (ISBN 3-89807-046-8).
- mit Werner Greiling und Klaus Ries (de): Bürgertum in Thüringen. Lebenswelt und Lebenswege im frühen 19. Jahrhundert. Hain Verlag, Rudolstadt u. a. 2001,  (ISBN 3-89807-005-0).
- Johann Philipp Becker: Radikaldemokrat – Revolutionsgeneral – Pionier der Arbeiterbewegung (= Schriften der Siebenpfeiffer-Stiftung. Bd. 5). Thorbecke, Stuttgart 1999,  (ISBN 3-7995-4905-6).
- mit Werner Greiling: Die Revolution von 1848/49 in Thüringen. Aktionsräume, Handlungsebenen, Wirkungen. Hain Verlag, Rudolstadt 1998,  (ISBN 3-930215-57-8).
- mit Irene Jung und Rüdiger Störkel: Die Revolution von 1848/49 an Lahn und Dill. Wetzlardruck, Wetzlar 1998,  (ISBN 3-926617-23-3).